# Torri Higginsonová
Torri Higginsonová (Higginson, * 6. prosince 1969, Burlington, Ontario, Kanada) je kanadská herečka.
Proslavila ji role Beth Kittridge v seriálu TekWar a role v seriálu Stargate Atlantis jako dr. Elizabeth Wierová.

## Filmografie (výběr)
- 1991: The Photographer's Wife
- 1994: TekWar
- 1994: TekWar: TekLords
- 1994: TekWar: TekJustice
- 1995: When the Bullet Hits the Bone
- 1995: Jungleground
- 1996: Anglický pacient (The English Patient)
- 1997: Double Take
- 1997: Balls Up
- 1998: Airborne
- 1999: Krajní meze TV
- 1999: Family of Cops III
- 1999: Storm of the Century
- 1999: The City
- 2000: Rats
- 2001: Turning Paige
- 2003: Autopsy Room Four
- 2003: Crust
- 2004: Hvězdná brána TVS
- 2004–2008: Hvězdná brána: Atlantida TVS
- 2004: Irish Eyes
- 2007: NCIS: Námořní vyšetřovací služba TV
- 2010: Stonehenge Apocalypse
- 2015–2016: Dark Matter (velitelka Truffaultová)